# 段 (姓)
段（だん）は、漢姓および日本人の姓の一つである。

## 中国の姓
2020年の中華人民共和国の第7回全国人口調査（国勢調査）に基づく姓氏統計によると中国で78番目に多い姓であり、351.11万人がいる。一方、台湾の2018年の統計では第134位で、7,381人がいる。

### 著名な人物
- 段煨：後漢末期の董卓の部将。
- 段部の首領。
- 段随：五胡十六国時代の西燕の王。
- 段業：五胡十六国時代の北涼の初代王。
- 段志玄：唐の軍人。
- 段成式：唐の作家。
- 大理国皇族：
  - 段思平、段思英、段思聡、段素英、段素廉、段素隆、段素真、段寿輝、段正明、段正淳、段正興、段智廉、段智祥、段祥興、段興智。
- 段玉裁：清の考証学者。
- 段祺瑞：中華民国の軍人・政治家。
- 段君毅：中国の政治家。
- 段文凝：NHK『テレビで中国語』出演者。
- 段躍中：日本僑報社編集長。

## 朝鮮の姓
段（だん、タン、朝: 단）は、朝鮮人の姓の一つである。

### 著名な人物
- 段炳浩 - 韓国の労働運動家、国会議員。

### 氏族
《朝鮮氏族統譜》には延安・豊徳・清州・全州・高山・江陵・江陰・黄州・加音・花山の本貫が記載される。しかし延安・江陰段氏以外にはその来歴が伝わっていない。
| 氏族（地域） | 創始者                   | 人数（2015年） | 備考     |
| ------------ | ------------------------ | -------------- | -------- |
| 江陵段氏     |                          | 14             | 강능단씨 |
| 康翎段氏     |                          | 53             |          |
| 江陵段氏     |                          | 229            | 강릉단씨 |
| 江陰段氏     | 中国の江陰県出身の段一河 | 588            |          |
| 慶城段氏     |                          | 13             |          |
| 慶州段氏     |                          | 85             |          |
| 金川段氏     |                          | 37             | 금천단씨 |
| 金川段氏     |                          | 10             | 김천단씨 |
| 金海段氏     |                          | 13             |          |
| 大興段氏     |                          | 170            |          |
| 西独段氏     |                          | 5              |          |
| 西蜀段氏     |                          | 39             |          |
| 驪州段氏     |                          | 30             |          |
| 延安段氏     |                          | 103            |          |
| 原州段氏     |                          | 11             |          |
| 天安段氏     |                          | 37             |          |
| 忠州段氏     |                          | 71             |          |
| 平昌段氏     |                          | 15             |          |
| 咸安段氏     |                          | 8              |          |
| 咸陽段氏     |                          | 6              |          |
| 杭州段氏     |                          | 5              |          |
| 海州段氏     |                          | 21             |          |

### 人口と割合
| 年度   | 人口    | 世帯数  | 順位         | 割合 |
| ------ | ------- | ------- | ------------ | ---- |
| 1960年 | 346人   |         | 258姓中160位 |      |
| 1985年 |         | 306世帯 | 274姓中157位 |      |
| 2000年 | 1,585人 |         |              |      |
| 2015年 | 1,612人 |         |              |      |

## ベトナムの姓
段（だん、ドアン、越: Đoàn）は、ベトナム人の姓の一つである。

### 著名な人物
- ドアン・クエ：ベトナムの軍人、政治家。

## 日本人の姓

### 出自
段（だん）は、日本人の姓の一つ。鹿児島県東部から宮崎県西部に見られる。
「名字由来net」によると、鹿児島県東部である大隅段氏は壇ノ浦平家落人という説もある。